# Stara Synagoga w Józefowie Biłgorajskim
Stara Synagoga w Józefowie Biłgorajskim – pierwsza, obecnie nieistniejąca drewniana synagoga znajdująca się w Józefowie Biłgorajskim przy obecnym placu Wolności 10.
Synagoga została zbudowana w 1744 roku. W 1827 roku bożnica utraciła dach, w wyniku szalejącej burzy. Z pomocą przyszedł Stanisław Zamoyski, który pomógł finansowo w odbudowie dachu. W 1850 roku w synagodze wybuchł pożar, który ją doszczętnie spalił. Wkrótce na jej miejscu zaczęto budować nową, murowaną synagogę, którą ukończono dopiero 20 lat później. 